# Varengeville-sur-Mer
 Varengeville-sur-Mer  es una población y comuna francesa, en la región de Alta Normandía, departamento de Sena Marítimo, en el distrito de Dieppe y cantón de Offranville.

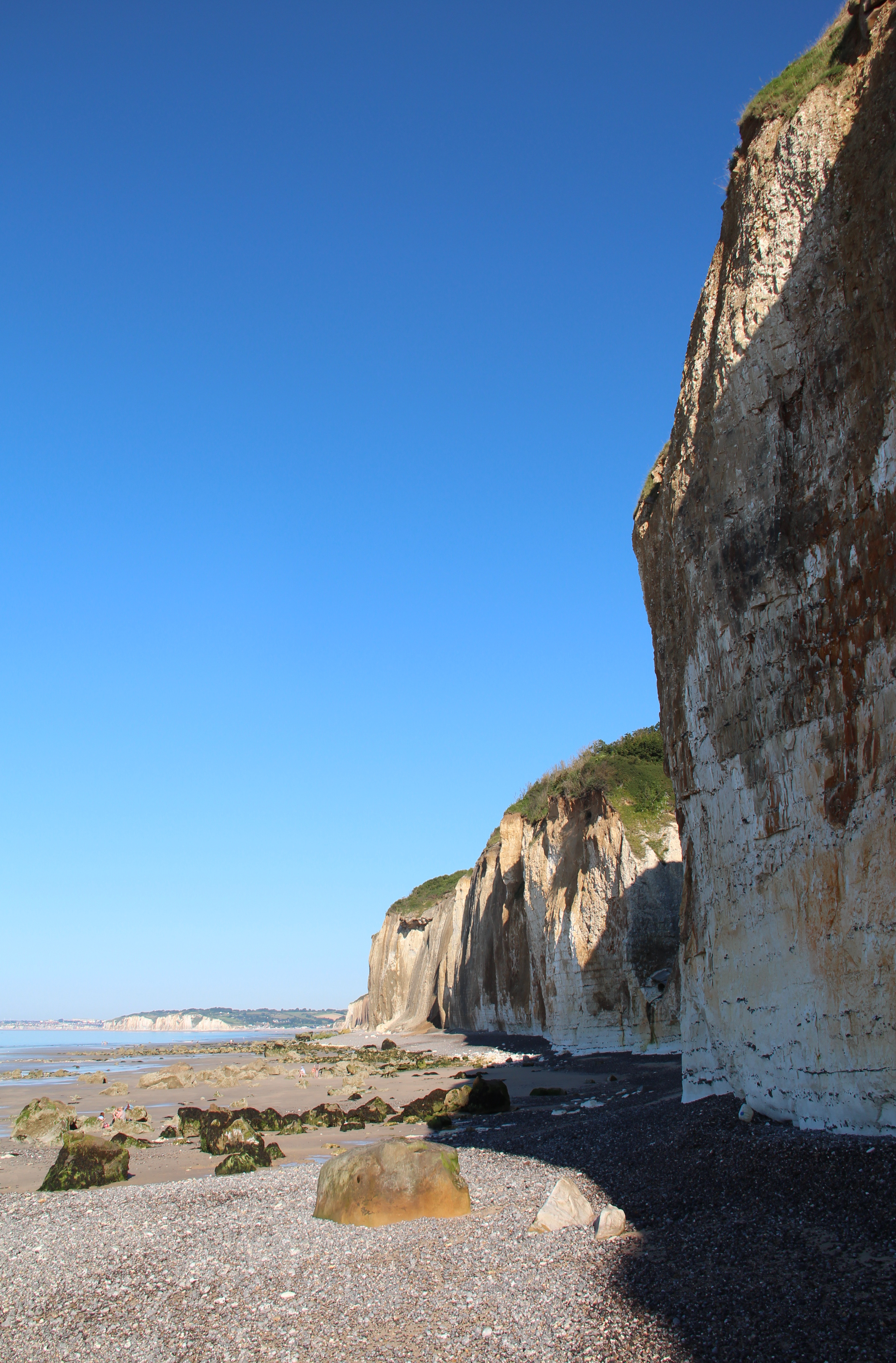

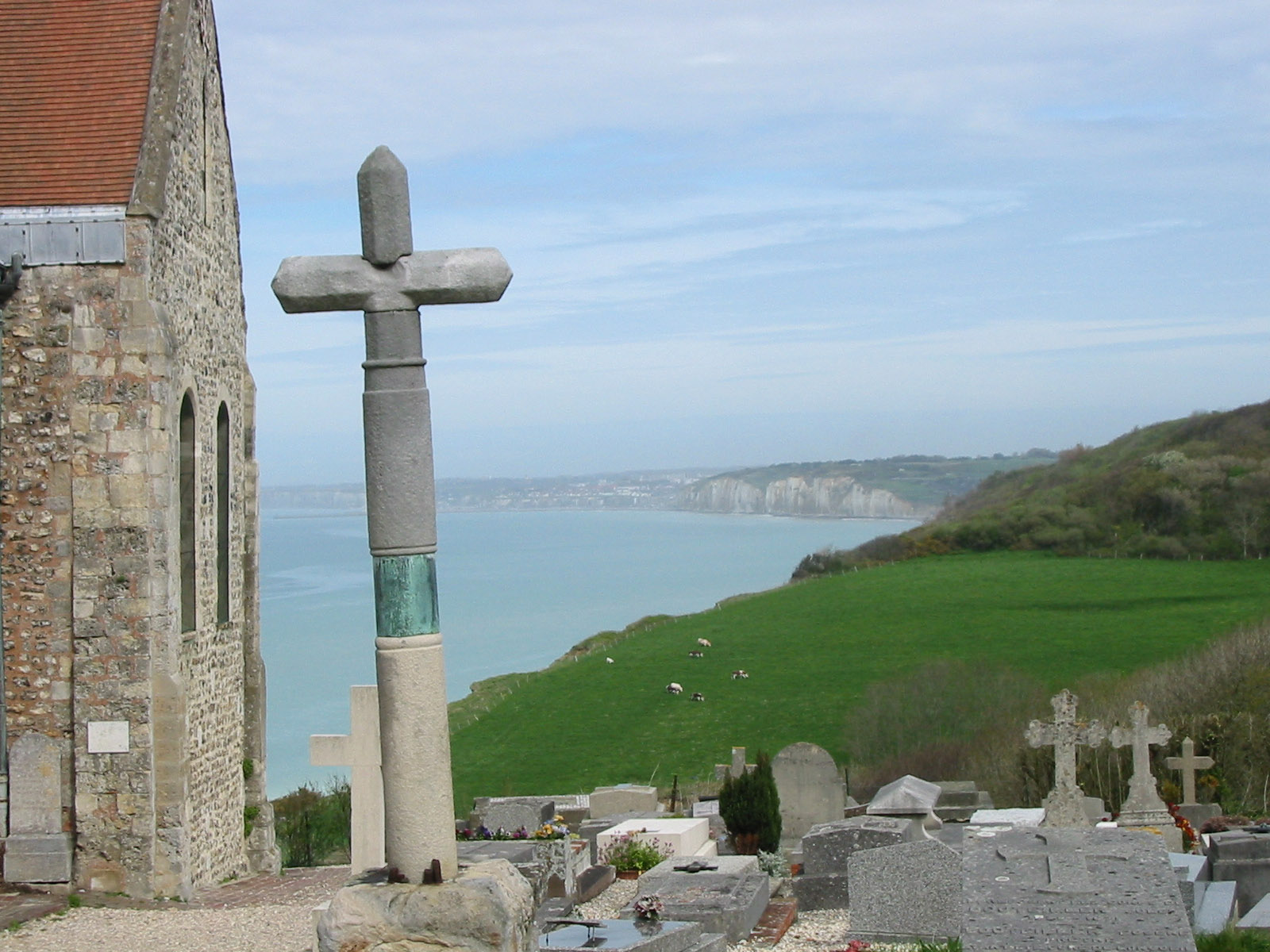
Cementerio marino

## Demografía
| 1011 | 986 | 998 | 1050 | 1048 | 1179 |
| Para los censos de 1962 a 1999 la población legal corresponde a la población sin duplicidades (Fuente: INSEE [Consultar]) |     |     |      |      |      |